# 勝俣久作
勝俣 久作（かつまた きゅうさく、1901年10月23日- 1967年4月17日）は、昭和期の教育者。

## 来歴
神奈川県箱根町出身で、農家の次男に生まれる。勉強好きで、寺の住職に面倒を見てもらいながら高等小学校に通う。卒業後は代用教員をしながら猛勉強し上京。國學院大学高等師範科に進学し、三矢重松、折口信夫に学び、1924年に卒業し、東京帝国大学史料編纂掛に嘱託として勤務し、1926年3月に退職。同年1月には第43回師範学校、中等学校、高等女学校教員検定本試験に合格し、その後旧制麻布中学校の国語教師を務める。当時の渾名は「サルマタ」。教え子には吉行淳之介や北杜夫などがいる。
戦後、突然学校をやめて事業を始めるも、ことごとく失敗する。会社勤めも上司とうまくいかず、生活は苦しかったが、帰宅すると仕事とは関係ない勉強をし、飲んで帰っても早朝に勉強していた。その後、代々木ゼミナール創設者の一人として副校長兼古文教師となる。

## 人物
- 本人は学者を志望していたが、高等小学校卒という学歴に劣等感があり、子供の教育に力を入れるようになる[3]。吉行淳之介は「先生のおかげで国語の時間に魅力を感じるようになった」と語る。北杜夫はもともと文学作品に興味がなかったが、作文の時間、勝俣に夏目漱石『夢十夜』の中から3つ4つの短文を読んでもらって面白いと思い、『夢十夜』『草枕』を読んだという[9]。
- 国文学と国史を愛し、折口信夫や金田一京助らが主催する研究会にも参加し、民俗学も学ぶ。1927年（昭和2年）、故郷の歴史を綴った「箱根仙石原村史略」をまとめた[10]。
- 「祖先は山梨の山賊上がり」と冗談をよくこぼしていた。祖先は武田信玄を抱えた「武田軍団」の一人で、軍団の崩壊で勝俣一族は神奈川県の仙石原に逃げ込み、籠付きで生活していたが「食えないから追いはぎもよくやった」というのが酒宴の笑い話[11]。

## 家族
- 長男・孝雄は新日本製鐵元副社長、九州石油元会長。四男・恒久は東京電力会長。五男・宣夫は丸紅元社長。3人は産業界の「勝俣三兄弟」として有名である。また、二男・邦道は日本道路公団元理事、三男・鎮夫は東京大学名誉教授である[11]。
  - なお、兄弟がそれぞれ異なる上場企業のトップに就任した例は、勝俣二兄弟以外では三井物産の八尋俊邦と日本製粉の八尋敏行や、トヨタ自動車の奥田碩とJ.フロント リテイリングの奥田務、三楽の鈴木三千代と昭和電工の鈴木治雄、ミサワホームの竹中宣雄とパソナグループの竹中平蔵、ホンダの河島喜好と、ヤマハの河島博、東京ガスの安西浩と、昭和電工の安西正夫、月島機械の黒板行二（旧姓:西室）、東芝の西室泰三の例しか存在しない（ちなみに長兄の西室陽一は東京ガスの専務を務めたが、本社社長には就任できなかった）。なお、上場同士ではないが、森ビルの森稔と森トラストの森章兄弟、西武鉄道の堤義明と西武百貨店の堤清二兄弟は比較的有名である。同企業内であれば、出光興産の出光佐三・出光計助兄弟や、エステーの鈴木誠一・鈴木明雄・鈴木喬兄弟、松井証券の松井武・松井正俊兄弟、樫尾四兄弟、羽鳥兄弟など。

## 著書
- 今泉忠義; 勝俣久作『對譯詳註徒然草』明徳堂、1931年。 NCID BA53529288。
- 勝俣久作『臣民の道精解』右文書院、1941年。 NCID BA49422098。
- 藤原道綱母『蜻蛉日記』 上、勝俣久作、改造社〈改造文庫 第2部 第440〉、1941年。
- 藤原道綱母『蜻蛉日記』 下、勝俣久作、改造社〈改造文庫 第2部 第498〉、1941年。
- 勝俣久作『大学受験の技法と知識』文英堂、1964年。 NCID BA66760417。
- 勝俣久作『箱根仙石原村史略』勝俣久作、1965年。NDLJP:2990809。